# 天主教格涅兹诺总教区
天主教格涅茲諾總教區（拉丁語：Archidioecesis Gnesnensis）是羅馬天主教在波兰中部設立的一個總教區，以主教座堂所在地是格涅兹诺的聖母升天主教座堂。

## 歷史
1000年，成立格涅茲諾總教區，附屬教區有克拉科夫、弗羅茨瓦夫和科沃布熱格。1417年君士坦丁大公會議期間，其總主教獲得了波蘭首席主教的頭銜與職權，並傳承至今，如今已為榮譽頭銜。1821年7月16日，更名為格涅茲諾–波茲南總教區。1949年11月12日，更名為格涅茲諾總教區。

## 現況
附屬教區有比得哥什教区和弗沃茨瓦韦克教区。2011年，在當地668,601人口中，有教友662,642人，佔轄區總人口99.1%、266個堂區、528名司鐸、91名修士、232名修女。現任主教為約澤夫·科瓦爾奇克（Józef Kowalczyk）。